# 荷兰-瑞士TEE型柴油动车组
荷兰-瑞士TEE型柴油动车组，在瑞士被称为RAm型（德語：RAm或RAm TEE I），在荷兰则被称作DE IV型（荷蘭語：DE IV），是一款由瑞士联邦铁路与荷兰铁路共同开发、并用于担当全欧快车（TEE）服务的柴油动车组型号。在欧洲服役了20年后，这些车辆悉数被售予加拿大的安大略诺斯兰铁路继续使用。

## 历史
1954年，“全欧快车委员会（Trans-Europ-Express-Kommission）”在荷兰海牙成立，旨在建立便捷及舒适的国际化全欧快车（TEE）网络。与会委员们一致认为，这些服务应该使用柴油动车组开行（pp. 22–24）。为此，法国国家铁路及意大利铁路进一步完善了其自身的柴油列车，德国联邦铁路也提供新造的VT11.5型柴油动车组担当。而瑞士联邦铁路与荷兰铁路则同意开发一款共用的柴油动车组。这款动车组的设计理念由4节编组构成，包括1节动力车头、2节含餐车的中部车厢以及1节控制车。瑞士方面将此定型为RAm型，荷兰方面则定型为DE IV型。新车组计划生产5列，其中两列由瑞士联邦铁路持有（RAm 501号及502号），三列由荷兰铁路持有（DE 1001号至1003号），但它们均在苏黎世进行整备（p. 48）。
列车的动力车头由设于乌德勒支的荷兰公司维克斯浦尔负责开发，因此它具有荷兰动车组的典型特征，其端部的设计也受到了来自美国“狗式头型（Hondekoppen）”的影响。瑞士工业公司则负责生产中部车厢，它们仿照瑞士联邦铁路的标准车厢采用低地台设计，具有典型瑞士风格的外观，并一直延伸至银色乘降门。控制车厢采用与动力车头相同的端部形状，车头与车厢的顶部也都封闭齐平（p. 48）。
动力车头设有两台柴油发动机，每台可输出1000匹马力的功率。它们通过各自驱动的一台发电机，为两副转向架上的4个牵引电动机提供分散式动力。此外，车头还设有第三台功率300匹马力的发动机，主要为整车电路、空调设备和餐车厨房供电。列车的电气设备由设于巴登的勃朗-包维利股份公司提供。由于动力车头的配重较高，转向架需要设置一个额外的从动轮。因此，其轴式为(A1A) (A1A)。列车的最高速度被设定为140公里/小时。在动力车头还设有随车机械师的工作间、行李舱、海关职员工作间及职员厕所（p. 52）。
紧随动力车头之后的是一节设有9个隔间，每个隔间有6个座席的包廂，从而可容纳54名乘客。另一节中部车厢则加入了配备厨房的餐车空间及32个餐席，另有18个座席设于一个开放空间内。同样采用开放座车式样（2+1座位布局，每组座位对向配置）的还有控制车厢，可提供42个座席。控制车厢后方则是一个职员休息间（p. 53）。
列车的涂装采用洋紅色（RAL 3004）+米色（无RAL色彩），与德国联邦铁路的VT11.5型相比，该车没有任何的缘饰。在列车的操纵端，红色区域会向上倾斜。餐车的窗边则漆有“（意为全欧快车）”字样。列车的运营商及编号在动力车头以较小的字体标识。
每节车厢均设有一个带铝制双折门的乘降台，其样式与瑞士联邦铁路的标准化车厢类似。每个乘降门的侧方均有一扇小窗口，用以显示列车的行驶路线牌。车厢之间的连接处采用侧通道配置。隔间窗户被设计为双层玻璃，并配备有电动卷帘。

## 运用

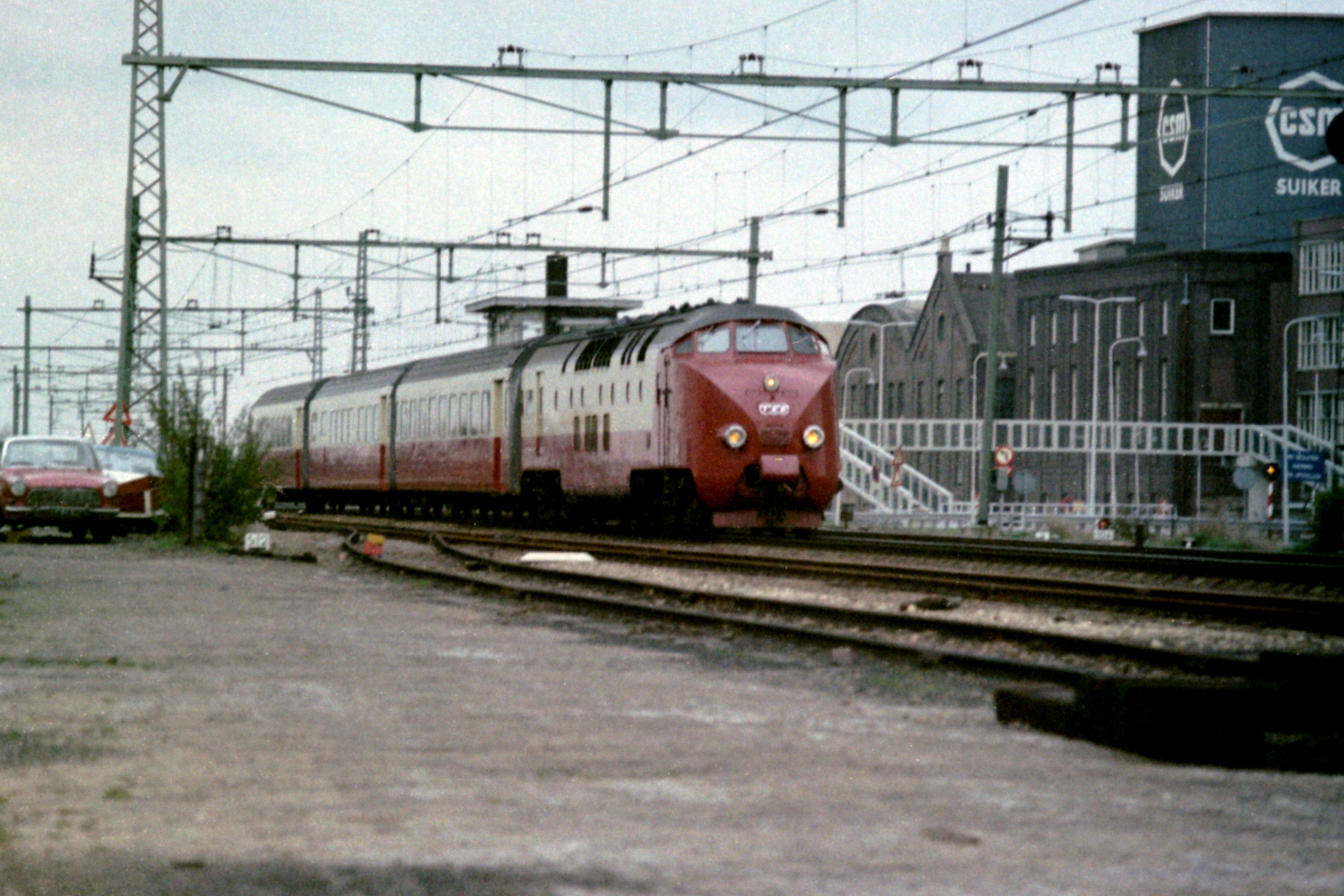
正担当雪绒花号任务的DE IV型动车组（1973年）

五列动车组在最初共同执行一个为期五日的全欧快车套跑运用计划，共有包括瑞士、荷兰、法国、比利时和卢森堡在内的五个国家受此影响（p. 123）：
- 第一日：“雪绒花号” 苏黎世－阿姆斯特丹
- 第二日：“北方之星号” 阿姆斯特丹－巴黎，“青鸟号” 巴黎－布鲁塞尔
- 第三日：“青鸟号” 布鲁塞尔－巴黎，“北方之星号” 巴黎－阿姆斯特丹
- 第四日：“雪绒花号” 阿姆斯特丹－苏黎世
- 第五日：于苏黎世整备

该运用计划的一个较为特殊的班次为青鸟号列车，它既不是由荷兰铁路开行，也不行经瑞士境内。当有其中一列RAm型/DE IV型动车组无法运行时，法国国家铁路会使用一组Inox型车底作为备用车组（p. 99）。该套跑任务一直运用至1964年，当北方之星号及青鸟号均被更换为由TEE PBA型车厢担当的机车牵引客车车厢模式后而撤销（p. 140）。剩下的RAm型/DE IV型动车组除了继续执行雪绒花号服务外，还取代了X2720型柴油动车组担当苏黎世－巴黎的弓弩号列车的运营。在弓弩号于1969年也更换为机辆模式后，RAm型/DE IV型动车组又被运用于苏黎世－慕尼黑的巴伐利亚号服务。
在担当巴伐利亚号服务期间，RAm型动车组于1971年2月9日夜间在艾特朗发生了全欧快车历史上最为严重的一次火车事故，RAm 501号列车在高速行驶过程中脱轨，并与一辆相邻轨道反向驶来的乌丁根型轨道车相撞。有28人在这起事故中罹难，另有42人重伤（p. 120）（pp. 155-159）。为数众多的伤亡人数主要是基于这样一个事实：动车组的车窗并没有使用叠层玻璃，而餐车的设施也并未牢固的固定在地板上。事故的原因未能确定是否由超速造成，然而由欧瑞康机械厂提供的制动系统却被质疑存在缺陷。控制车厢与两节中部车厢已在现场被拆解；而动力车头最初是被回送至苏黎世，继而在荷兰报废；其转向架则仍长年存放于苏黎世车辆段。其余的4列RAm型/DE IV型动车组仍然继续使用，并担当雪绒花号服务直至1974年终止（pp. 48-51）。

## 后续运用

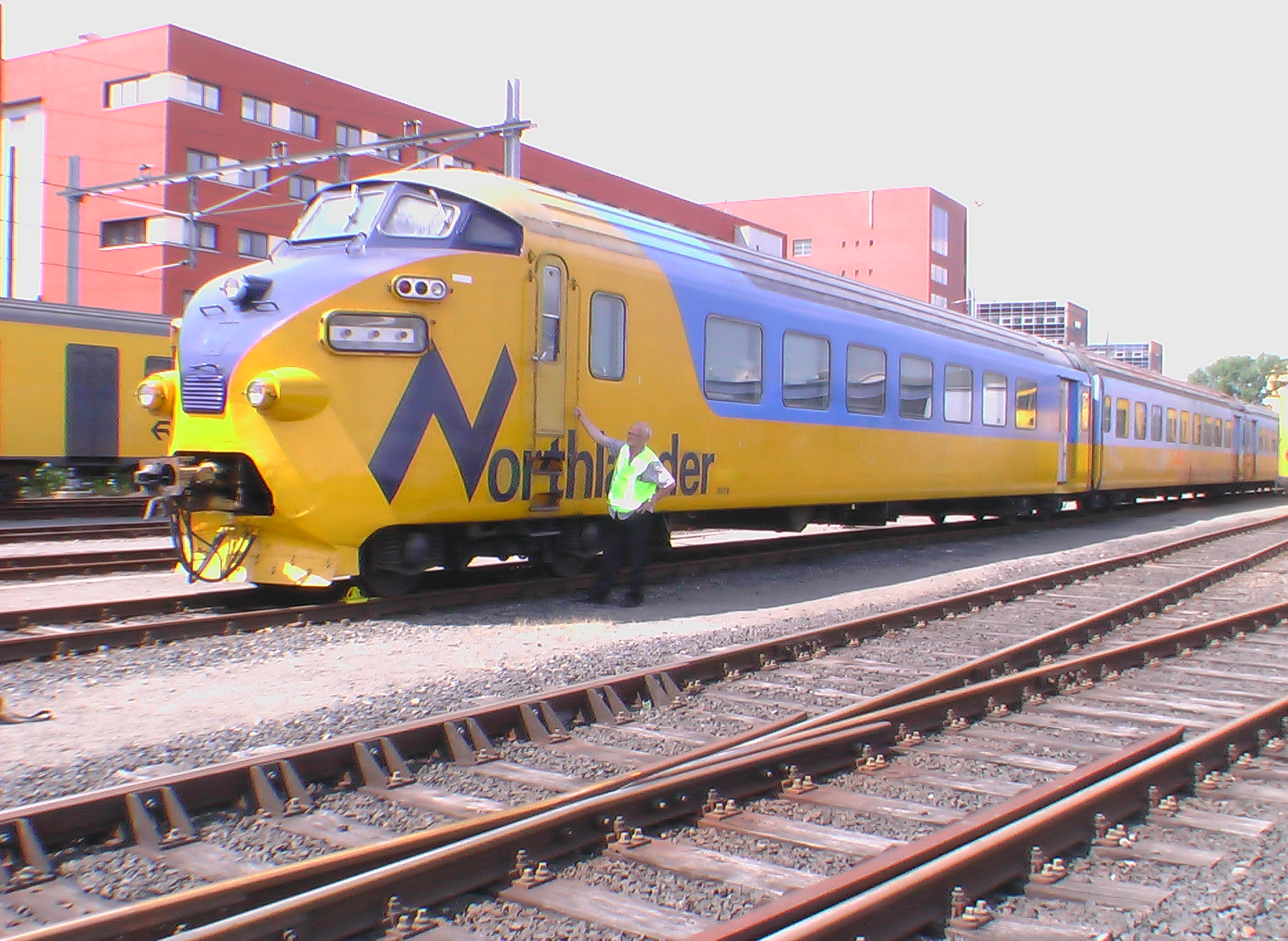
经过改造、采用诺斯兰涂装的RAm型/DE IV型动车组

在1977年，RAm型/DE IV型动车组被全数售予了加拿大的安大略诺斯兰铁路。该私营铁路公司利用原全欧快车列车投入多伦多－蒂明斯间全长388公里的线路中使用（p. 318）。这些车辆被增设了御寒保温设备，并按照加拿大的标准安装了新的前照灯、示廓灯、信号箱和铃铛。部分还更换了新的车窗及座椅套。然而在加拿大寒冷的冬季，动力车头的表现并不能令人信服。有三组车厢自1979年起图定由美国的标准化机车易安迪FP7型进行牵引，并运用至1992年。对控制车厢的改装则被放弃，因此列车仅在前端由机车牵引，并在港湾式月台需要换挂。
在诺斯兰铁路于1997年更换使用加拿大的新车底后，有5节RAm型/DE IV型动车组的车厢通过瑞士的“全欧快车经典协会（TEE Classics）”运回欧洲，以便能够在再度加工后用于担当旅游列车服务。由于轮箍限界使用北美标准而无法满足欧洲铁路的要求，它们在汉堡港被搁置了数个月之久，随后被分散存放于德国及瑞士。荷兰全欧快车基金会（Stichting TEE Nederland）在此期间收购了这些车厢，并于2006年6月将它们转移至兹沃勒，由NedTrain负责加工改造。根据计划，它们会在未来由一组新造的动力车头牵引使用。

### 文獻
1. Haydock, David. . Today's Railways. Sheffield: Platform 5 Publishing: 22–24. 1996-06-07. ISSN 1354-2753 （英语）. 参数|journal=与模板{{cite web}}不匹配（建议改用{{cite journal}}或|website=） (帮助);
2. Mertens, Maurice; Malaspina, Jean-Pierre. . Düsseldorf: alba. 2009. ISBN 978-3-87094-199-4 （德语）.
3. Goette, Peter. . Freiburg: EK Verlag. 2008. ISBN 978-3-88255-698-8. TEEDE （德语）.
4. Van Oostrom, Martin. . Utrecht: Uquilair. 1997. ISBN 90-71513-28-9 （荷兰语）.
5. Franzke, Jürgen; Hajt, Jörg. . Königswinter: Heel Verlag. 2007. ISBN 978-3-89880-305-2 （德语）.
6. Goette, Peter. . Freiburg: EK Verlag. 2008. ISBN 978-3-88255-698-8. TEEDE （德语）.
7. Mertens, Maurice; Malaspina, Jean-Pierre. . Vannes: LR Presse. 2007. ISBN 978-29-036514-5-9. TEEFR （法语）.
8. Hollingsworth, Brian; Cook, Arthur F. . Augsburg: Weltbild Verlag. 1996. ISBN 3-86047-138-4 （德语）.